# Moshe Safdie

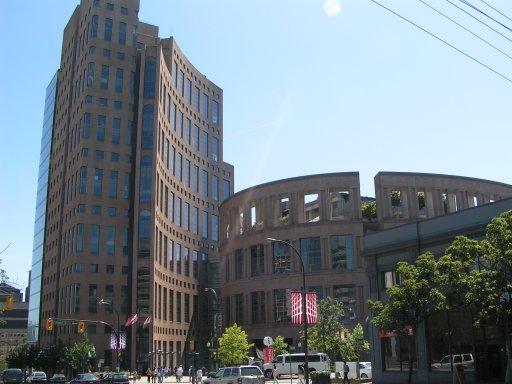
Vancouver Library Square, Canada

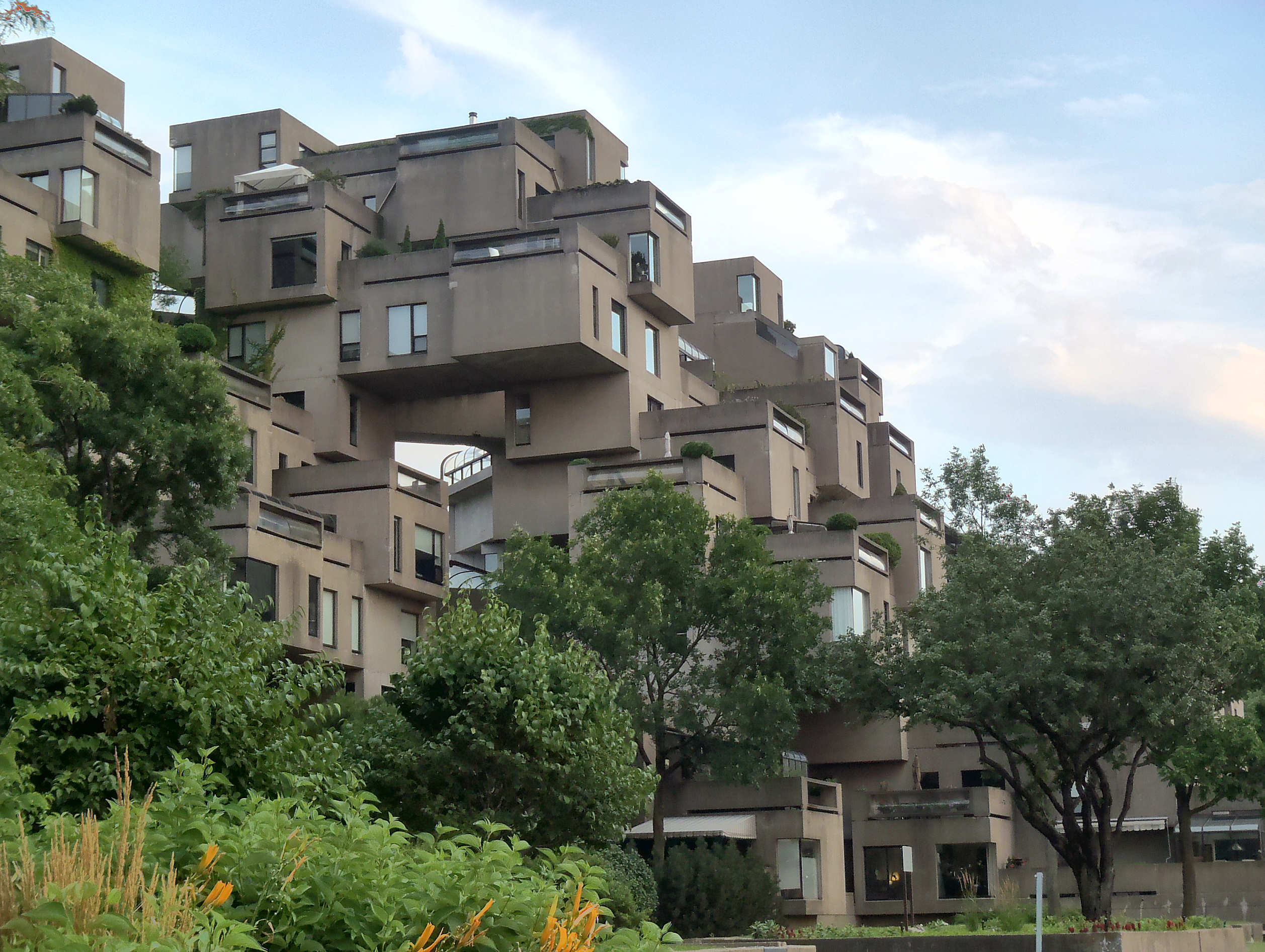
Habitat 67, Montreal, Canada

Moshe Safdie (Hebreeuws: משה ספדיה) (Haifa, 14 juli 1938) is een Israëlisch-Canadees architect en stedenbouwkundige. 
Hij werd geboren in een Joodse familie in het toenmalige Britse Mandaatgebied Palestina. Hij verhuisde als tiener met zijn familie naar Toronto in Canada.
Hij was een uitstekende student, hij studeerde architectural engineering op de McGill-universiteit. Op de leeftijd van 24 ontwierp hij voor de Wereldtentoonstelling van 1967 in Montreal, Canada, een appartementencomplex dat als legostenen in elkaar kon worden gehesen, uit voorgefabriceerde delen. Het project Habitat 67 bezorgde hem naamsbekendheid. Hierna vertrok hij naar Israël, waar hij deelnam aan een project dat het oude deel van Jeruzalem vernieuwde.
In 1976 werd hij professor aan de Harvard University en zette zijn hoofdkantoor op in de buurt van Somerville, Massachusetts, waar het vandaag de dag nog staat. Zijn architectenbureau heeft ook nog kantoren in, Toronto, Boston en Jeruzalem. In 1986 werd hij Officier in de orde van Canada en werd gepromoveerd naar Companion in 2005. 

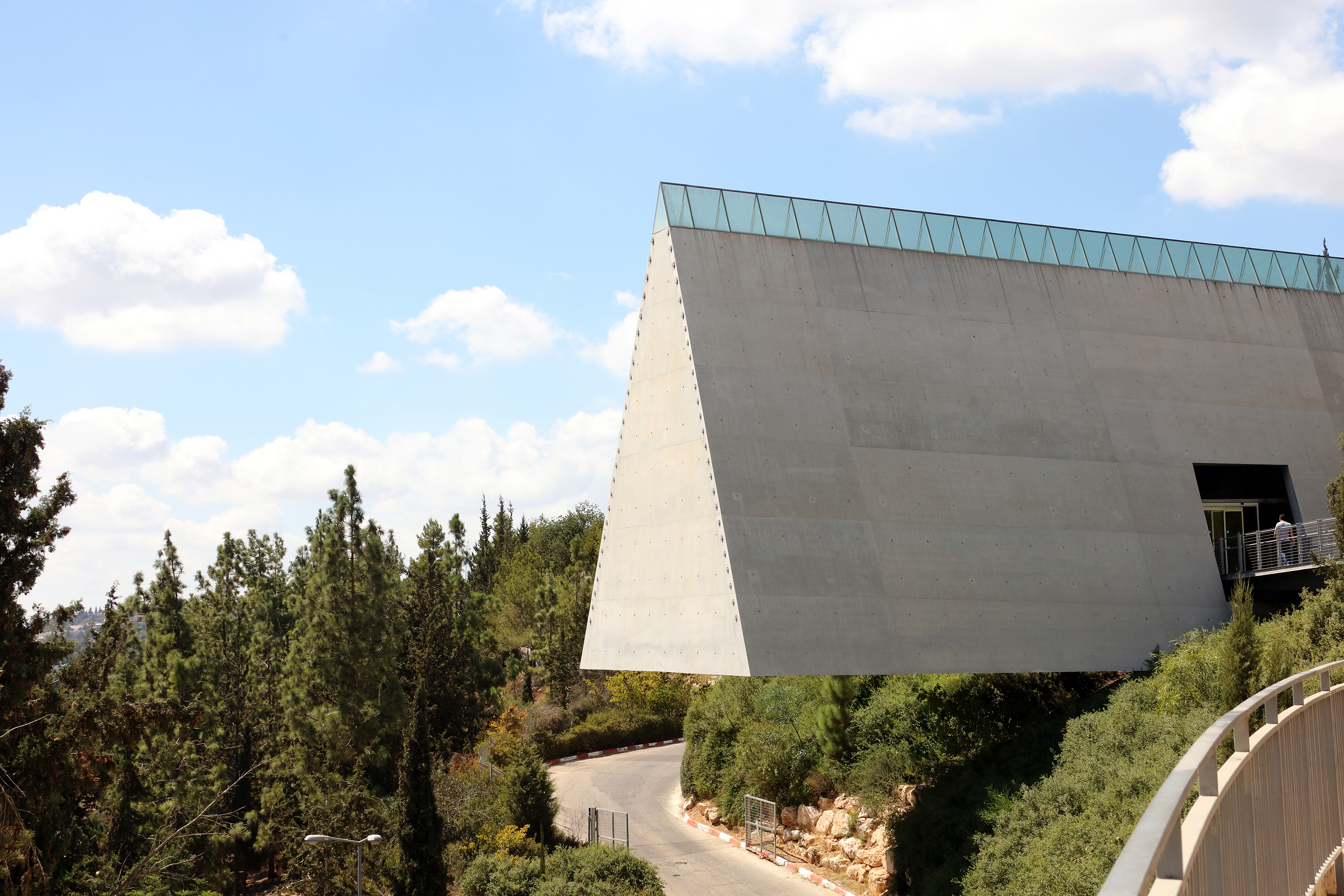
Yad Vashem museum

In 1997 kreeg hij de opdracht om een masterplan te ontwerpen voor de vernieuwing en de uitbreiding van Yad Vashem, het herinneringsmonument en museum en Jeruzalem, dat onder andere bestaat uit een 175 m lange en 16 m hoge wig, waarin alleen wat daglicht van boven komt en uit de uiteinden.

## Publicaties
- Beyond Habitat (1970)
- Beyond Habitat by 20 Years (1987)
- The City After the Automobile: An Architect's Vision (1998)